# SAS à Istanbul
SAS à Istanbul est le premier roman de la série SAS, écrit par Gérard de Villiers et publié en 1965 aux éditions Plon / Presses de la Cité. Comme tous les SAS parus au cours des années 1960, le roman a été édité lors de sa publication en France à 50 000 exemplaires. Le roman a été édité à cinq reprises : 1965 (deux éditions), 1982, 1990 et 1999.
L'action du roman est censée se dérouler courant 1965 en Turquie, principalement à Istanbul, un peu à Izmir, sur la côte de Bosphore et près de la Mer de Marmara.
Malko Linge est envoyé en Turquie par la CIA afin d'enquêter sur le naufrage d'un sous-marin américain. Dès son arrivée, le contact de Malko est assassiné. C'est dans ce roman que Malko fait la connaissance d'Elko Krisantem, qui deviendra par la suite son majordome et son homme de confiance, et de Milton Brabeck et Chris Jones. Ces trois derniers personnages seront des personnages récurrents de la série aux côtés de Malko Linge.

## Publications et notoriété du roman
Dans le numéro de juillet-août 2014 de la Revue des Deux Mondes dont le titre est « G. de Villiers : enquête sur un phénomène français », il est précisé sous la plume de Serge Brussolo, en page 79 de la revue, que « (…) à la fin des années 1960, la vente moyenne d'un SAS tournait autour des 250 000 exemplaires. Gérard de Villiers en écrivait quatre par an. Ce à quoi s'ajoutaient les rééditions continuelles des anciens titres. Au bas mot, plus d'un million de volumes vendus chaque année à un public englobant des couches socioprofessionnelles allant de l'ouvrier métallurgiste au cadre supérieur. Aujourd'hui, en ces temps de grande misère éditoriale, de tels chiffres font rêver. »
Dans son essai consacré à la biographie de Gérard de Villiers et aux romans de la série SAS, Benoît Franquebalme indique le succès grandissant des romans dans le public.
Ainsi dès 1967, les ventes sont de 100 000 exemplaires par tome (soit 400 000 exemplaires par an).
À partir de 1976 et dans les années qui suivent, les romans sont tirés à 550 000 exemplaires le premier jour de la parution.

## Personnages principaux

### Américains et alliés
- Malko Linge : héros du roman, Autrichien, agent contractuel de la CIA.
- Milton Brabeck : agent spécial de la CIA.
- Chris Jones : agent spécial de la CIA.
- Amiral Cooper : chef de la VIe Flotte.
- William Mitchell : chef du bureau de la CIA pour la zone « Proche-Orient ».
- Carol Watson : capitaine de l'armée américaine.
- John Oltro : vice-consul des États-Unis à Izmir.

### Personnages turcs
- Elko Krisantem : chauffeur de taxi, occasionnellement tueur à gages.
- Leïla : danseuse turque ; maîtresse ponctuelle de Malko.
- Kür : ancien ouvrier de la société Belgrat.
- Omar Cati : tueur.
- Beyazit : officier turc.

### Autres personnages
- Donashka / Doneshka : chef du KGB à Istanbul.
- Lise : journaliste suédoise.
- Ann Villers : femme sud-africaine ; maîtresse ponctuelle de Malko.

## Résumé

### Début du roman
Malko Linge vient d'arriver en Turquie pour enquêter sur la disparition du sous-marin américain USS Memphis. Alors qu'il attend son contact, Carol Watson, capitaine de l'armée américaine, ce dernier est balancé du haut d'un immeuble et s'écrase devant Malko (chapitre 1).
Retour en arrière. Le sous-marin nucléaire américain a coulé à proximité du détroit du Bosphore. Un sous-marin non identifié se trouvant à proximité a été coulé en guise de représailles par l'USS Skylark (en) (chapitre 2).
La veille, un homme-grenouille avait été retrouvé mort à Izmir, échoué sur le rivage. Le vice-consul américain d'Izmir avait enquêté sommairement : il s'agirait d'un Russe. Il est parvenu à prélever un petit papier du portefeuille de l'homme. Il a reçu l'ordre de la CIA de subtiliser à tout prix les documents que l'homme détenait. Il a été informé que le capitaine Watson viendra à son aide (chapitres 3 et 4).
Pendant ce temps, les services secrets soviétiques ont ordonné à leur correspondant local, Donashka, de s'emparer aussi de ces documents et de faire disparaître le corps du défunt. Pour ce faire, Doneshka fait engager Elko Krisantem, un chauffeur de taxi-corbillard (et tueur à gages occasionnel), et a organisé un voyage à Izmir. Mais Elko Krisamtem a aussi été engagé par le capitaine Watson pour se rendre à Izmir. Elko s'est dit qu'il va jouer sur les deux tableaux : rendre service à la fois aux Soviétiques et aux Américains, et empocher deux fois l'argent. Il a accompagné Watson à Izmir, et sous l'égide de ce dernier, est parvenu à récupérer les documents secrets du mort (pour cette action, il a perçu de l'argent de Watson). Puis il a regagné le taxi-corbillard, tué le conducteur, brûlé le véhicule. Il est retourné à Istanbul et a annoncé à l'espion russe qu'il a détruit le corps mais qu'il n'a pas pu récupérer les documents. Le Russe a envoyé un homme de main s'occuper de Watson. L'Américain a été tué, jeté par la fenêtre pour faire croire à un suicide (cf. chapitre 1) et les documents ont été subtilisés (chapitre 5).

### Aventures
William Mitchell, chef du bureau de la CIA pour la zone « Proche-Orient », qui a envoyé Malko en Turquie pour enquêter sur le Memphis, a aussi envoyé ses « baby sitters », Chris Jones et Milton Brabeck. Ce sont eux qui passent au peigne fin la chambre de Watson. Ils interrogent aussi Elko Krisantem (chapitres 6 et 7).
Malko n'a qu'un seul indice pour commencer son enquête : les activités de Watson avant sa mort. Malko fait la connaissance d'Elko Krisantem et lui demande de l'emmener sur les lieux où l'officier avait travaillé. De retour à l'ambassade, il fait le point avec l'ambassadeur. On n'a pour indice que le petit papier que le vice-consul américain d'izmir avait pris du portefeuille de l'homme grenouille. Ce papier est en fait un ticket de cinéma prouvant que trois jours auparavant, l'homme était à Sébastopol (chapitre 8) !
Malko s'interroge : comment avait-il pu faire le trajet d'Odessa aux côtes turques en si peu de temps, si ce n'est par un navire ou un sous-marin ? Il en déduit que cette affaire cache un secret lié à des navires ou sous-marins soviétiques envoyés en mission dans les eaux turques. Il apprend que sur la côte de la mer noire, l'an passé un pétrolier russe a été incendié : L'Arkhangelsk. Entre deux déplacements, il noue une idylle avec Leïla, danseuse turque, et a des relations sexuelles avec elle (chapitre 9).
Malko ordonne à Krisantem de lui louer un bateau pour faire des recherches sur L'Arkhangelsk. Ses recherches lui permettent de découvrir que ce n'est pas le vrai navire appelé L'Arkhangelsk. Sur le plan sexuel, Malko court deux lièvres en même temps : non seulement Leïla mais aussi Ann Villers. Le soir, alors qu'il est avec les deux femmes dans un restaurant, il subit une tentative d'assassinat dont il se sort par miracle (chapitre 10).
Omar Cati, l'agresseur de Malko est retrouvé mort le lendemain, d'une balle dans la tête. La navire russe échoué a fait l'objet d'une tentative de renflouage par la société Belgrat ; les travaux avaient duré près de trois mois (chapitre 11).
Malko a un entretien avec Kür, un vieil homme, ancien ouvrier de la société Belgrat, qui lui explique les circonstances dans lesquelles était mort Monsieur Belgrat (« accident de voiture »). Il organise une visite du navire russe échoué. Une fois à l'intérieur avec Chris Jones et Milton Brabeck, ils subissent une tenative d'attenat par balles et par grenades. Ils s'en sortent de justesse. Puis Elko Krisantem reçoit l'ordre de tuer Malko, mais il est désarmé par Jones et Brabeck. Alors que ces derniers proposent de le « liquider » en le jetant par la fenêtre, Malko se montre magnanime et fait jurer à Krisantem de le servir loyalement, ce que le Turc accepte. Les recherches reprennent : le navire échoué n'était qu'un leurre, servant de base à des hommes-grenouilles. Les Russes ont creusé un tunnel sous le filet métallique installé par les Américains et les Turcs dans le détroit du Bosphore afin d'empêcher les sous-marins soviétiques de le traverser. Les sous-marins soviétiques peuvent ainsi passer de la Mer de Marmara à la Méditerranée en passant par le détroit du Bosphore sans être détectés. Alertés, les services secrets turcs criblent les officiers qui pourraient être dévenus traitres. Et un militaire turc est découvert traître : le lieutenant Beyazit, militaire au poste de surveillance des traversées du détroit. Grâce à l'aide de Krisantem qui le met en confiance, l'officier turc est arrêté. Sur ces entrefaites, les Soviétiques font exploser le navire échoué afin d'empêcher la poursuite de l'enquête. Entre ces aventures, Malko continue de jongler entre Leïla et Ann pour coucher tantôt avec l'une, tantôt avec l'autre, ce qui les rend toutes deux enragées par la jalousie (chapitres 12 à 16).

### Dénouement et fin du roman
Contre la promesse de l'immunité pour lui et son frère aussi impliqué dans la trahison, Beyazit accepte d'agir comme agent double. Il entre donc dans la combine et fait croire à Doneshka, l'agent du KGB à Istanbul, que l'attaque contre Malko a raté par suites de circonstances insurmontables. En lien avec Malko, l'amiral Cooper fait en sorte que la destruction du tunnel à la dynamite ait lieu au moment même où un sous-marin soviétique emprunte le passage : le sous-marin russe est coupé en deux. Le Memphis est vengé. Malko tente de courtiser une troisième femme, la journaliste suédoise Lise, mais celle-ci a compris que Malko était un drogué du sexe et refuse ses avances (chapitres 17 et 18).
Découvrant qu'il est « grillé » auprès de ses supérieurs, Doneshka veut tuer Krisantem mais ne trouve que l'épouse de ce dernier. Il la tue froidement. Puis il organise l'enlèvement de Beyazit. Ce dernier est placé près d'une mine marine qui explose à son contact. Alors que Malko, Krisantem, Jones, Brabeck et Lise se trouvent dans le centre-ville d'Istanbul, ils sont attaqués par Doneshka, qui rate son attaque. Fait prisonnier par Malko et ses amis, l'homme se suicide en absorbant une capsule de cyanure (chapitre 19).
Lors de la réception entre Turcs et Américains pour célébrer l'anéantissement du plan soviétique, Malko gifle un colonel chargé de la sécurité militaire : malgré l'engagement de Malko, il a fait fusiller le frère du lieutenant Beyazit. Peu après, Malko retourne aux États-Unis avec Milton, Chris et Elko Krisantem. Il embauche le Turc en qualité de maître d'hôtel de son château de Liezen. Ce n'est qu'une fois dans l'avion qu'il sursaute : il a oublié de prévenir Leïla de son départ précipité d'Istanbul ! (chapitre 20).

## Autour du roman
- Le roman met en scène trois comparses de Malko Linge qui deviendront des personnages récurrents (et alliés de Malko) dans d'autres romans de la série : Elko Krisantem, Milton Brabeck et Chris Jones.
- Le roman développe à plusieurs reprises le thème selon lequel Malko est doté d'une « fabuleuse mémoire », au point d'être surnommé « IBM » par certains membres de la CIA. Dans les romans ultérieurs, l'auteur évoquera cette faculté de manière plus discrète.

## Critique littéraire
- « Un très original roman d’espionnage (ce qui est plutôt rare). SAS, c'est son Altesse sérénissime le prince Malko, agent secret au service des Américains. Pourquoi pas  ? Mais Malko est un artiste, une sorte de Des Esseintes obligé de travailler pour restaurer le château de ses pères. Et grâce à sa mémoire prodigieuse (une arme secrète à laquelle on n'avait pas encore pensé) il déjoue tous les plans de l'ennemi - qui est russe évidemment. Pourtant ces plans étaient diaboliques et les Russes réussissaient à faire passer en Méditerranée des sous-marins de poche, grâce à un tunnel creusé sous les filets de protection du port d'Istanbul... Alors Malko est arrivé. », Boileau-Narcejac, « Policiers, La sélection de Boileau-Narcejac », L'Express, n° 719, 29 mars 1965, p. 75.

## Lancement
Le roman fit l'objet d'un placard publicitaire dans L'Express, n° 723, 26 avril-2 mai 1965, p. 111, avec deux extraits de presse : celui de Boileau-Narcejac et celui de Jean Bourdier de Minute.